# هانس کریستین ماتیسن
هانس کریستین ماتیسن (انگلیسی: Hans-Christian Mathiesen؛ زادهٔ ۱۱ آوریل ۱۹۶۵) افسر و سیاست‌مدار اهل دانمارک است.